# Copperheads
Copperheads var betegnelsen for en højtråbende gruppe Demokrater i Nordstaterne under den amerikanske borgerkrig, som var modstandere af krigen og ønskede en øjeblikkelig fred med Sydstaterne.
Republikanerne begyndte at kalde disse anti-krigs Demokrater for "Copperheads" (kobberhoved), som også er betegnelsen for en art giftslange. Fredsdemokraterne tog betegnelsen til sig, men for dem var kobber "hovedet" et symbol på frihed (liberty), som de skar ud af kobbermønter og stolt bar som badge. 
Copperheads omfattede den mere yderliggående fløj af fredsdemokraterne og blev også ofte kaldt "Butternuts" (efter farven på de konfødereredes uniformer). Den mest kendte Copperhead var Clement L. Vallandigham fra Ohio. Han sad i Kongressen og var leder af Demokraterne der. Republikanske statsanklagere anklagede nogle af lederne for forræderi ved en række retssager i 1864.
Copperhead-ismen var en yderst omstridt græsrodsbevægelse, som var stærkest i området lige nord for Ohio-floden og i nogle etniske byområder. Historikere har hævdet, at de repræsenterede en traditionelt tænkende gruppe, som var opskræmt af den hurtige modernisering af samfundet, som blev drevet frem af Republikanerne og fandt inspiration tilbage i det jacksonske demokrati. Weber (2006) hævder, at Copperhead-erne skadede Unionens krigsindsats ved at kæmpe mod værnepligten, tilskynde til faneflugt og ved konspirativ virksomhed, men andre historikere siger, at værnepligten var upopulær i forvejen, og at konspirationerne blev overdrevet kraftigt af Republikanerne af partipolitiske årsager. Historikerne er enige om, at Copperhead-ernes mål om en forhandlet fred og genetablering af Unionen med slaveri var naiv og uigennemførlig, for de konfødererede nægtede at opgive deres uafhængighed. Copperhead-ismen var et stort tema under præsidentvalget i 1864. Deres styrke steg, mens Unionens hære klarede sig dårligt på slagmarken og svandt, når de vandt store sejre. Efter Atlantas fald i september 1864 syntes Nordstaternes sejr sikker, og Copperhead-bevægelsen kollapsede.

## Eksterne kilder
- The Old Guard, et Copperhead magasin 1863-1867 online på "Making of America"
- Ohio Copperhead History Arkiveret 4. februar 2009 hos  Wayback Machine